# Jakob Lindberg (musiker)
Jakob Lindberg, född 16 oktober 1952 i Djursholm, är en svensk lutenist, huvudsakligen verksam i England. Han framträder som solist, i små och stora ensembler, och som dirigent för ensembler med instrument i lut- och gitarrfamiljen. Han är känd för den allra första inspelningen av John Dowlands samlade verk för sololuta, samt för många förstainspelningar av verk som sträcker sig till renässansperioden.

## Biografi
Lindberg började studera gitarr, där hans första inspiration var musik av The Beatles. Vid fjorton års ålder började han studera gitarr för Jörgen Rörby, som var den som introducerade honom för lutan.
Lindberg studerade musik vid Stockholms universitet innan han började vid Royal College of Music i London. Han kombinerade studier i luta för Diana Poulton och klassisk gitarr för Carlos Bonell och började fokusera på musik från renässans och barock på tidstrogna instrument. Lindbergs solodebut skedde 1978 i Wigmore Hall. Han har sedermera turnerat i Europa, USA, Kanada, Japan, Mexico, Ryssland, och Australien, som solist, ackompanjatör, generalbasspelare, och orkestermedlem.
Lindberg blev professor i luta vid Royal College of Music 1979, som efterträdare till Diana Poulton, samtidigt som han ordnade kombinerade konserter och föreläsningar (som till exempel vid Gresham College, London).
Jakob Lindberg är son till bildkonstnärerna Ulla-Monica Lindberg och Arne Lindberg samt bror till trombonisten Christian Lindberg.

## Musikerverksamhet
Lindberg har gjort inspelningar av lutmusik som aldrig tidigare spelats in, huvudsakligen med BIS. Till inspelade verk hör italienska chitarrone-samlingar, musik av skotska kompositörer, den första kompletta inspelningen av John Dowlands verk för lutsolo, Bachs verk för luta, samt kammarmusik av Vivaldi, Boccherini, och Haydn.
Han grundade The Dowland Consort 1985, som specialiserar sig på musik från engelsk elisabetansk och jakobinsk tid, särskilt John Dowland, men även Sylvius Leopold Weiss. Som generalbasspelare (med teorb, chitarrone, eller arkluta), har han framträtt med många ensembler med tidstypiska instrument, som The English Concert, The Orchestra of the Age of Enlightenment, The Academy of Ancient Music, The Taverner Consort and Players/Taverner Choir, The Monteverdi Choir, The Purcell Quartet, och The Chiaroscuro Quartet. Han är en flitig ackompanjatör till sångare som Nigel Rogers, Ian Partridge, Emma Kirkby, och Anne Sofie von Otter. Lindberg har dirigerat flera Barockoperor placerad vid chitarronen vid Drottningholms slottsteater vid uppsättningar av Kungliga Operan. Hans operaframträdanden inkluderar Purcells Dido och Aeneas 1995 i samarbete med Andrew Parrot, och Jacopo Peris Euridice 1997. Den 3 juli 2013 gav Lindberg en konsert med John Dowlands musik vid The Queen's Gallery, Buckingham Palace i samband med 350-årsjubileet av John Dowlands födelse.

### Instrument
- Ursprunglig luta: gjord av Sixtus Rauwolf, Augsburg, omkring 1590, en av de få bevarade, "möjligen världens äldsta luta i spelbart skick."[6] Ursprungligen ett 7-8-körigt instrument, modifierat 1715 med en förlängd hals, och etikett "Leonhard Mausiel, Nürnberg 1715" på insidan. Instrumentet har restaurerats för att rymma 11 körer i d-moll, eller 10 körer i renässansstämning.[7]
- 6-körig luta: Michael Lowe, Oxford 1985, baserad på europeiska lutor från omkring 1500-1550.
- 8-körig luta: Michael Lowe, Oxford 1980, baserad på en italiensk modell från 1580, som använder idegransträ till baksidan, där varje ribba innehåller både kärnved och splintved, vilket ger en randig mönstring.
- 10-körig luta: Michael Lowe, Oxford 1977, med baksida av idegran med 31 ribbor.
- 13-körig luta: Michael Lowe, Oxford 1981, baserad på modeller från omkring 1720 i Tyskland, med baksida i rosenträ, och skruvlådan förlängd med en övre skruvlåda som tillåter längre bassträngar, vilket ger en rikare klang i det lägre registret.

### Verk tillägnade Jakob Lindberg
Kompositör: Richard Popplewell; Titel: Variations on Brigg Fair; Instrument: Luta (solo); Datum: 1988.

## Diskografi
| BIS nr.     | Titel                                                                  | Medverkande artister                                                                          | Utgiven           | Inspelningsinformation                             |
| ----------- | ---------------------------------------------------------------------- | --------------------------------------------------------------------------------------------- | ----------------- | -------------------------------------------------- |
| BIS 201     | Lute Music from Scotland and France                                    |                                                                                               | 1982/3            |                                                    |
| BIS 211     | Virtuoso Lute Music from Italy and England                             |                                                                                               | 1982              |                                                    |
| BIS 257     | Faire, Sweet & Cruell                                                  | Lute songs med Christina Högman                                                               | 1983              |                                                    |
| BIS 266     | Italian and English Music for Recorder and Lute                        | med Clas Pehrsson                                                                             | 1984              |                                                    |
| BIS 267     | English Lute Duets                                                     | med Paul O'Dette                                                                              | 1984              |                                                    |
| BIS 290     | Antonio Vivaldi: The Complete Works for the Italian Lute of his Period | med medlemmar ur Drottningholms barockensemble                                                | 1985              |                                                    |
| BIS 293     | Songs for the Guitar                                                   | med Christina Högman                                                                          | 1985              |                                                    |
| BIS 315     | Lachrimae                                                              | Dirigent för Dowland Consort                                                                  | 1985              |                                                    |
| BIS 327     | Baroque Music for Lute and Guitar                                      |                                                                                               | 1986              |                                                    |
| BIS 341     | Three, Four and Twenty Lutes                                           | med 19 andra lutenister                                                                       | 1985              |                                                    |
| BIS 360     | Joseph Haydn: Complete Works for Lute and Strings                      | med medlemmar ur Drottningholms barockensemble                                                | 1987              |                                                    |
| BIS 390     | Music from the time of Christian IV                                    | med lutsolon och som dirigent för the Dowland Consort                                         | 1987              |                                                    |
| BIS 391     | Music from the time of Christian IV                                    | inkluderar sånger med Rogers Covey-Crump                                                      | 1987              |                                                    |
| BIS 399     | Serenissima I Lute Music in Venice 1500-1550                           |                                                                                               | 1988              |                                                    |
| BIS 430     | John Dowland: First Booke of Songes                                    | med Rogers Covey-Crump                                                                        | 1988              |                                                    |
| BIS 451     | Heavenly Noyse                                                         | dirigent för Dowland Consort                                                                  | 1989/90           |                                                    |
| BIS 469     | Anthony Holborne                                                       | dirigent för Dowland Consort                                                                  | 1989/90           |                                                    |
| BIS 587-588 | Bach's Lute Music                                                      |                                                                                               | 1992              |                                                    |
| BIS 597-598 | Luigi Boccherini: Quintets with Guitar 1-6                             | med medlemmar ur Drottningholms barockensemble                                                | 1992              |                                                    |
| BIS 599     | Serenissima II Lute Music in Venice 1500-1550                          |                                                                                               | 1991              |                                                    |
| BIS 722-724 | John Dowland: The Complete Solo Lute Music                             |                                                                                               | 1994              |                                                    |
| BIS 799     | Francesco Corbetta: Guitar Music                                       |                                                                                               | 1996              |                                                    |
| BIS 824     | John Dowland: Selected Lute Music                                      |                                                                                               | 1994              |                                                    |
| BIS 899     | Spanish Guitar Music                                                   |                                                                                               | 1999              |                                                    |
| BIS 1199    | Seven Suites of Swedish Folk Tunes                                     |                                                                                               | 2000              |                                                    |
| BIS 1415    | Cataldo Amodei                                                         | med Emma Kirkby och Lars Ulrik Mortensen                                                      |                   |                                                    |
| BIS 1505    | Musique and Sweet Poetrie                                              | med Emma Kirkby                                                                               |                   |                                                    |
| BIS 1524    | Weiss: Lute Music                                                      |                                                                                               |                   |                                                    |
| BIS 1534    | Weiss: Lute Music 2                                                    |                                                                                               |                   |                                                    |
| BIS 1725    | Orpheus in England - Dowland and Purcell                               | med Emma Kirkby                                                                               |                   |                                                    |
| BIS 1899    | Italian Virtuosi of the Chitarrone                                     |                                                                                               |                   |                                                    |
| BIS 2055    | Jacobean Lute Music                                                    |                                                                                               |                   |                                                    |
|             | Dowland                                                                | Consort of Musicke                                                                            | 1977              | DSLO533                                            |
|             | Handel's Watermusic                                                    | Academy of Ancient Music - Christopher Hogwood                                                | 1978              | Decca Florilegium                                  |
|             | Monteverdi's Ulysses                                                   | London Philharmonic Orchestra - Raymond Leppard                                               | 1979              | CBS Masterworks                                    |
|             | Dowland - A Miscellany                                                 | Consort of Musicke                                                                            | 1979              | DSLO556                                            |
|             | Biagio Marini - Le Lagrime d'Erminia and Violin Sonatas                | Consort of Musicke                                                                            | 1979              | DSLO570                                            |
|             | Dowland - Mr Henry Noell Lamentations - Psalmes & Sacred Songs         | Consort of Musicke                                                                            | 1978/1979         | DSLO551                                            |
|             | John Dowland - The Complete Solo Lute Music (one of five)              |                                                                                               | 1980              | Decca Florilegium                                  |
|             | John Danyel - Lute Songs                                               | Consort of Musicke                                                                            | 1981              | DSLO568                                            |
|             | William Lawes - Royal Consorts                                         | Consort of Musicke                                                                            | 1981              | Decca Florilegium                                  |
|             | Handel: La Riserrectione                                               | Academy of Ancient Music - Christopher Hogwood                                                | 1980              | Decca Florilegium                                  |
|             | John Blow: "Cupid and Death"                                           | Consort of Musicke                                                                            | 1983              | Deutsche Harmonia Mundi                            |
|             | Monteverdi: Balli et Balletti                                          | English Baroque Soloists and Monteverdi Choir - J E Gardiner                                  | 1983              | Archiv                                             |
|             | Monteverdi: Orfeo                                                      | Nigel Rogers - London Baroque                                                                 | 1984              | EMI                                                |
|             | The Florentine Intermedi 1589                                          | Parrott, Taverner Choir, Consort and Players                                                  | 1986              | EMI                                                |
|             | Bach: St John Passion                                                  | English Baroque Soloists, Monteverdi Choir - J E Gardiner                                     | 1986              | Archiv                                             |
|             | Monteverdi: Orfeo                                                      | English Baroque Soloists, Monteverdi Choir - J E Gardiner                                     | 1987              | Archiv                                             |
|             | Monteverdi: Vespers 1610                                               | English Baroque Soloists, Monteverdi Choir - J E Gardiner                                     | 1989              | Archiv                                             |
|             | The Carol Album: Seven Centuries of Christmas Music                    | Taverner Consort, Choir and Players                                                           | 1989              |                                                    |
|             | Monteverdi's Poppea                                                    | English Baroque Soloists, Monteverdi Choir - J E Gardiner                                     | 1993              | Archiv                                             |
|             | Walter Porter: Madrigals and Airs                                      | Consort of Musicke                                                                            | 1993, rec. 80s    | Musica Oscura                                      |
|             | The Genteel Companion                                                  | Richard Harvey, Mark Caudle, Sarah Cunningham, Moniga Huggett, Timothy Roberts, Philip Thorby | 1986              | ASV DCA 558 / Harmonia mundi GAU 117               |
|             | Vivaldi: Gloria; Handel: Gloria, Dixit Dominus                         | English Baroque Soloists, Monteverdi Choir - J E Gardiner                                     | Nov 1998/Jun 2001 | Philips 4625972                                    |
|             | A Baroque Festival - Bach, Handel et al                                | Parrott                                                                                       | 17/10/2000        | EMI - Virgin Classics [All429] UPC: 724356130425   |
|             | Capriccio Stravagante - Vol. 2                                         |                                                                                               | 2001              | Chandos 9511506702                                 |
|             | Gaudeamus - Early Music Sampler                                        |                                                                                               | 1996              | Asv Living Era 1115849                             |
|             | Lamenti                                                                | Ann Sofie von Otter                                                                           | 1999              | Deutsche Grammophon                                |
|             | Home for Christmas                                                     | Ann Sofie von Otter                                                                           | 1997              | Deutsche Grammophon - Archiv - 457-617-2           |
|             | Mad About Angels                                                       |                                                                                               | 1995              | Polygram Records, Deutsche Grammophon 028944911329 |
|             | Mad About Vivaldi                                                      |                                                                                               | 1993              | Deutsche Grammophon 2894395162                     |
|             | The Pocket Purcell                                                     | Parrott, Taverner Consort                                                                     | 2000, rec. 80s    | Virgin Classics 2435451162                         |
|             | Purcell: Te Deum & Jubilate, etc                                       | Parrott, Taverner Players                                                                     | 2000, rec. 80s    | Virgin Classics 2435450612                         |
|             | Purcell: Odes for Saint Cecilia, etc                                   | Parrott, Taverner Consort, Choir and Players                                                  | 1988              | Virgin Veritas 724356158221                        |
|             | JS Bach: Heart's Solace                                                | Parrott, Taverner Consort and Players                                                         | 1997              | Sony 01-060155-10                                  |
|             | Monteverdi: Madrigali guerrieri et amorosi                             | Parrott, Taverner Consort and Players                                                         | 1991              | EMI 7543332                                        |
|             | Vivaldi: Four Seasons / Gloria                                         | The English Concert - Trevor Pinnock                                                          | 2000, rec: 80s    | Deutsche Grammophon 2894692202                     |
|             | Vivaldi Concertos                                                      | The English Concert - Trevor Pinnock                                                          | 2001, rec: 80s    | Deutsche Grammophon 2894713172                     |
|             | It Fell on a Summers Day                                               | Ian Partridge                                                                                 | 1983              | Hyperion - CDH 88011                               |
|             | Romantic Songs for Tenor and Guitar                                    | Ian Partridge                                                                                 |                   | Pavilion Records- SHECD 9608                       |
|             | Monteverdi & d'India: Mannerist Madrigals                              | Nigel Rogers, Chiaroscuro, London Baroque                                                     | 1981              | EMI Virgin Classics 7243 5 61165 2 8               |
|             | Corelli Sonatas for Strings                                            | Purcell Quartet                                                                               |                   | Chandos 0694 (4)                                   |
|             | Johannes-Passion BWV 245                                               | Choir of New College, Oxford - Edward Higginbottom                                            | 2001              | Naxos                                              |
|             | The Top Ten of Sweden's Great Power Period                             | Skaraborg Vocal Ensemble                                                                      | 1993              | Proprius - PRCD 9083                               |
|             | Återspeglingar - Svenska Sånger                                        | Anna Emilsson                                                                                 | 2007              | Todo Production - TOP01                            |